# Guarita

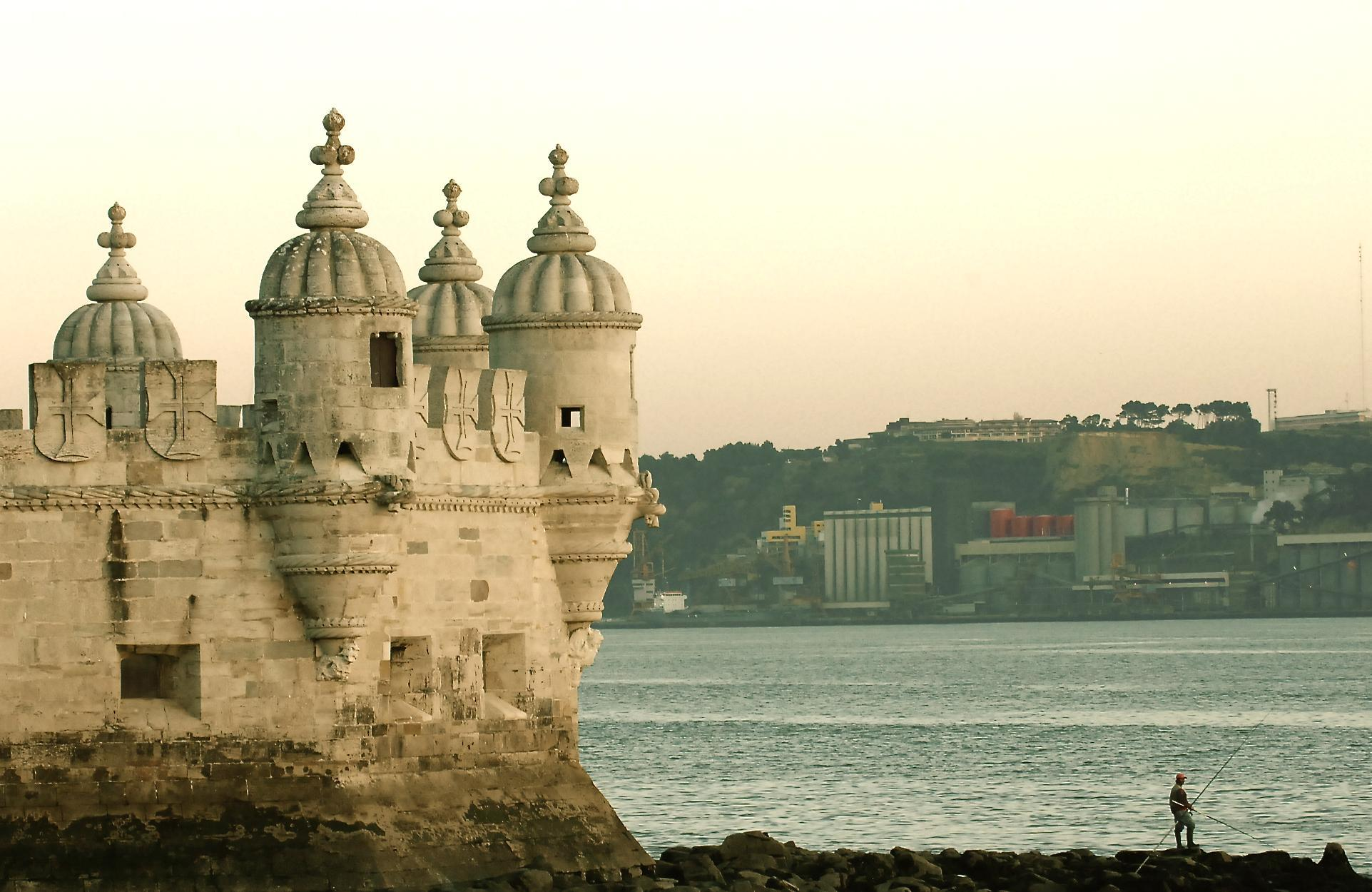
Guaritas da Torre de Belém, Lisboa.

Uma guarita, em arquitectura militar, é uma pequena torre com frestas ou seteiras, geralmente erguida no ângulo mais saliente de um baluarte de uma fortificação, com a função de proteção das sentinelas.
Modernamente também designa uma pequena estrutura móvel — com as mesmas funções —, geralmente disposta para guarnecer um portão ou entrada.

## Galeria

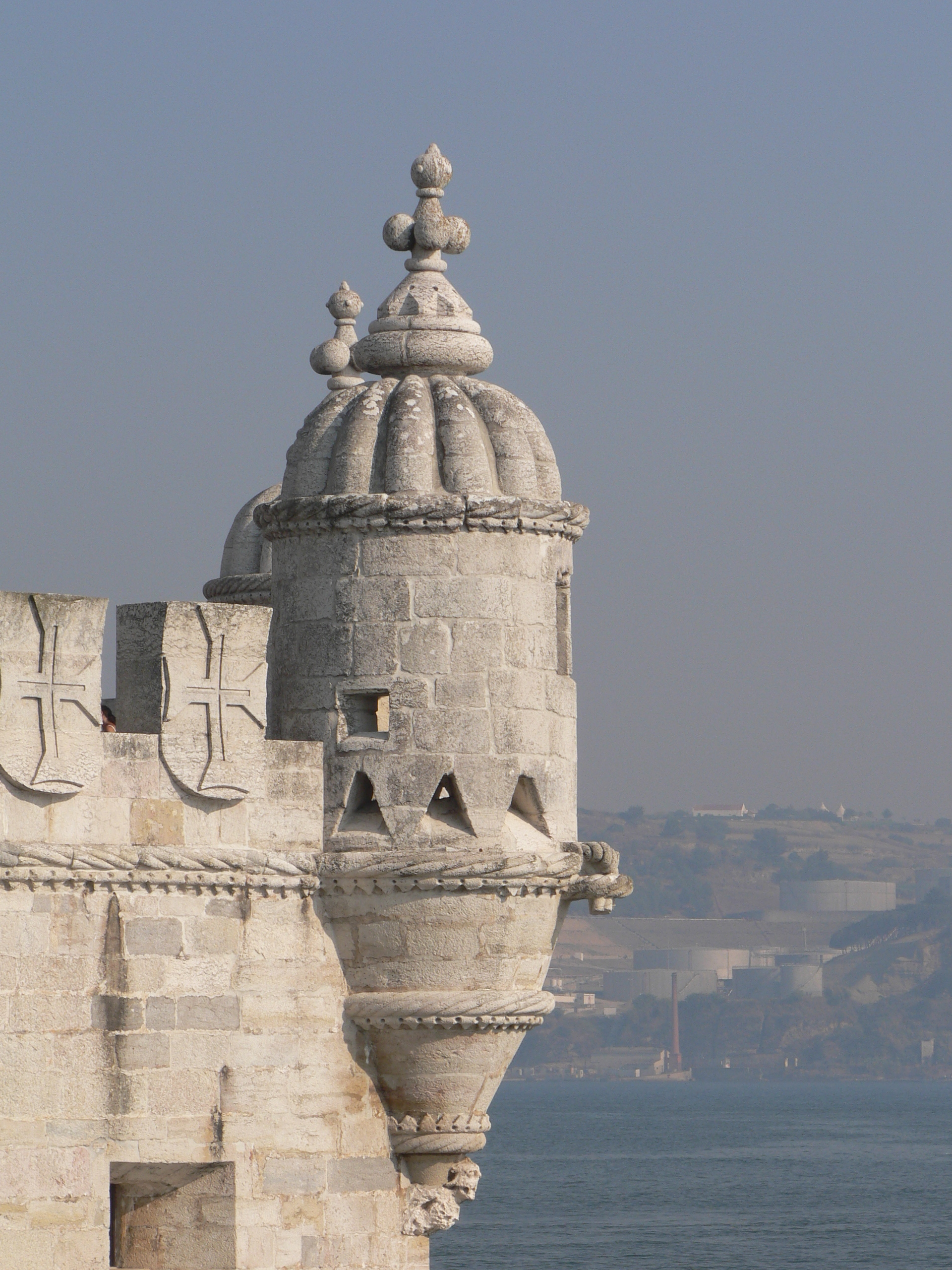
Torre de Belém, Lisboa
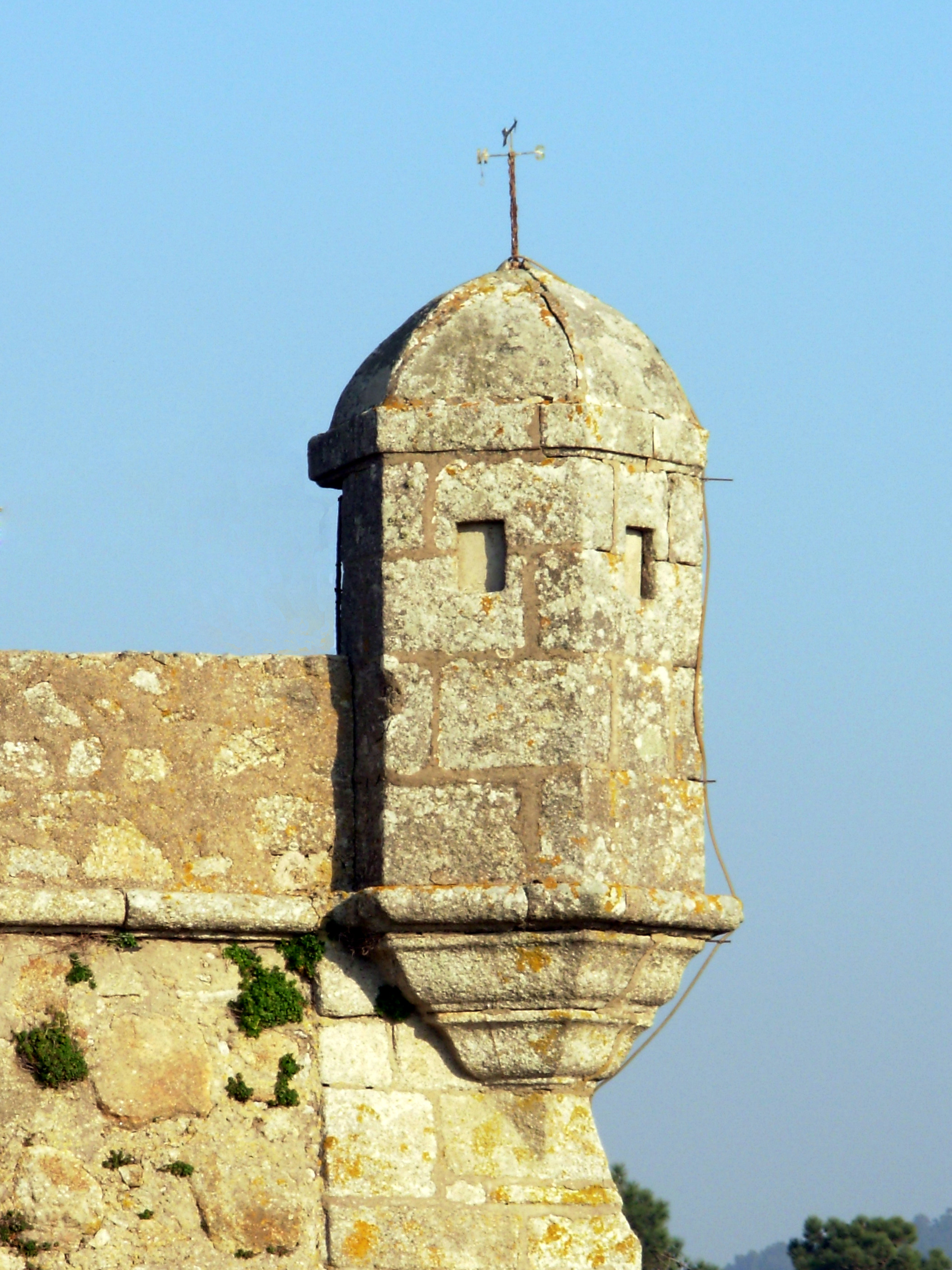
Forte de São João Baptista de Esposende
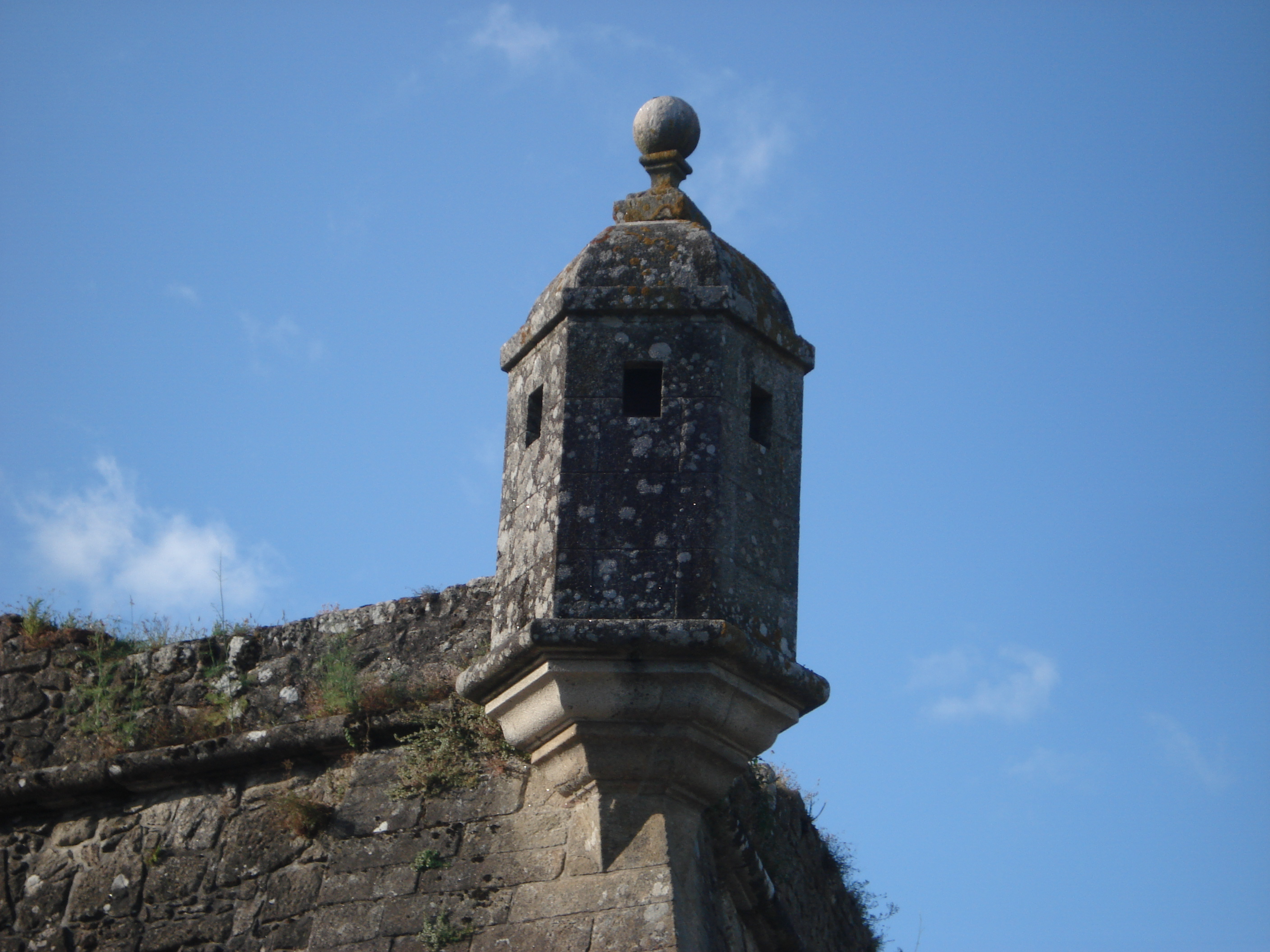
Guarita na Praça-forte de Valença, Portugal
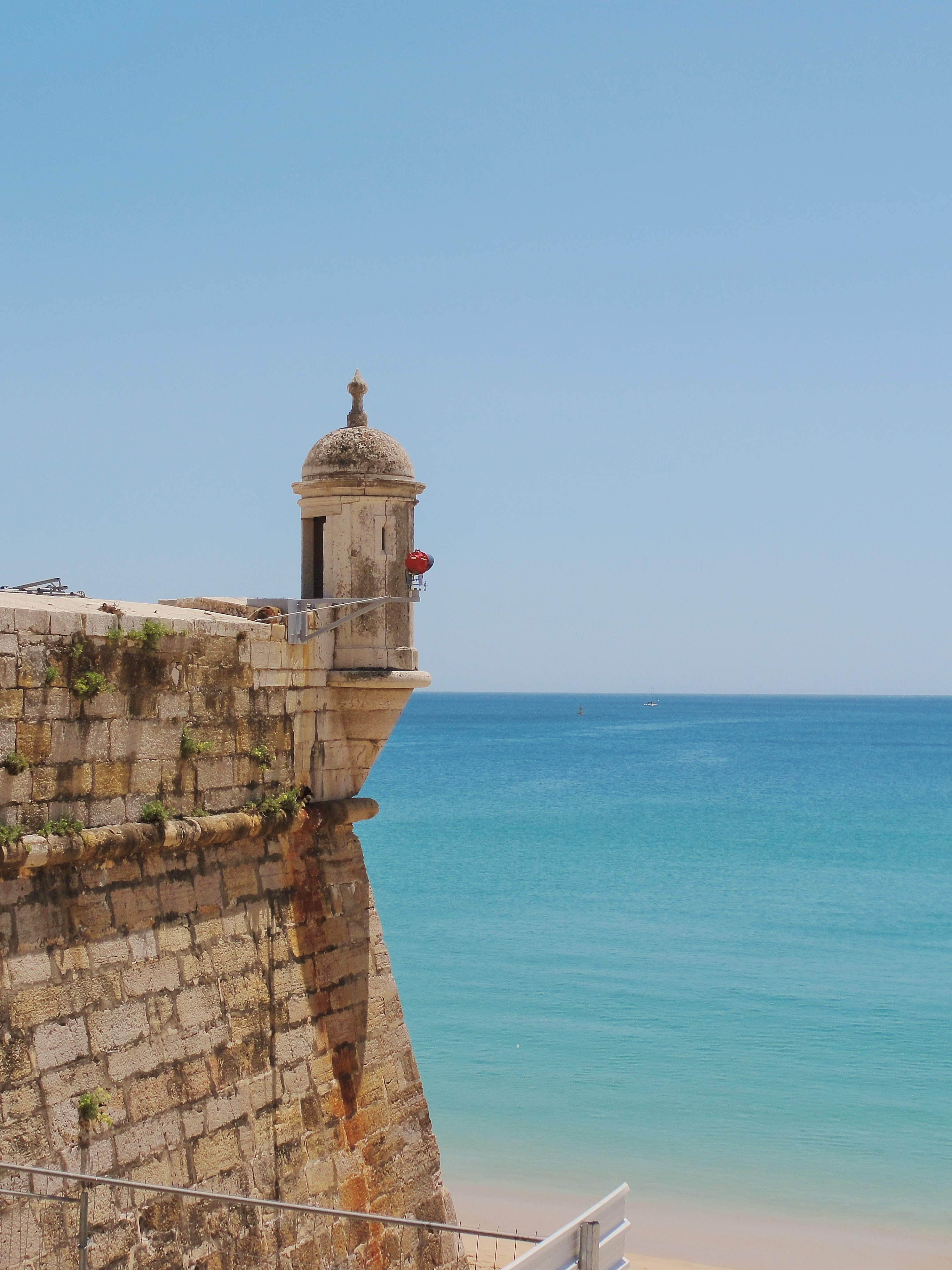
Guarita cilíndrica da Fortaleza de Santiago e Praia do Ouro em Sesimbra, Portugal
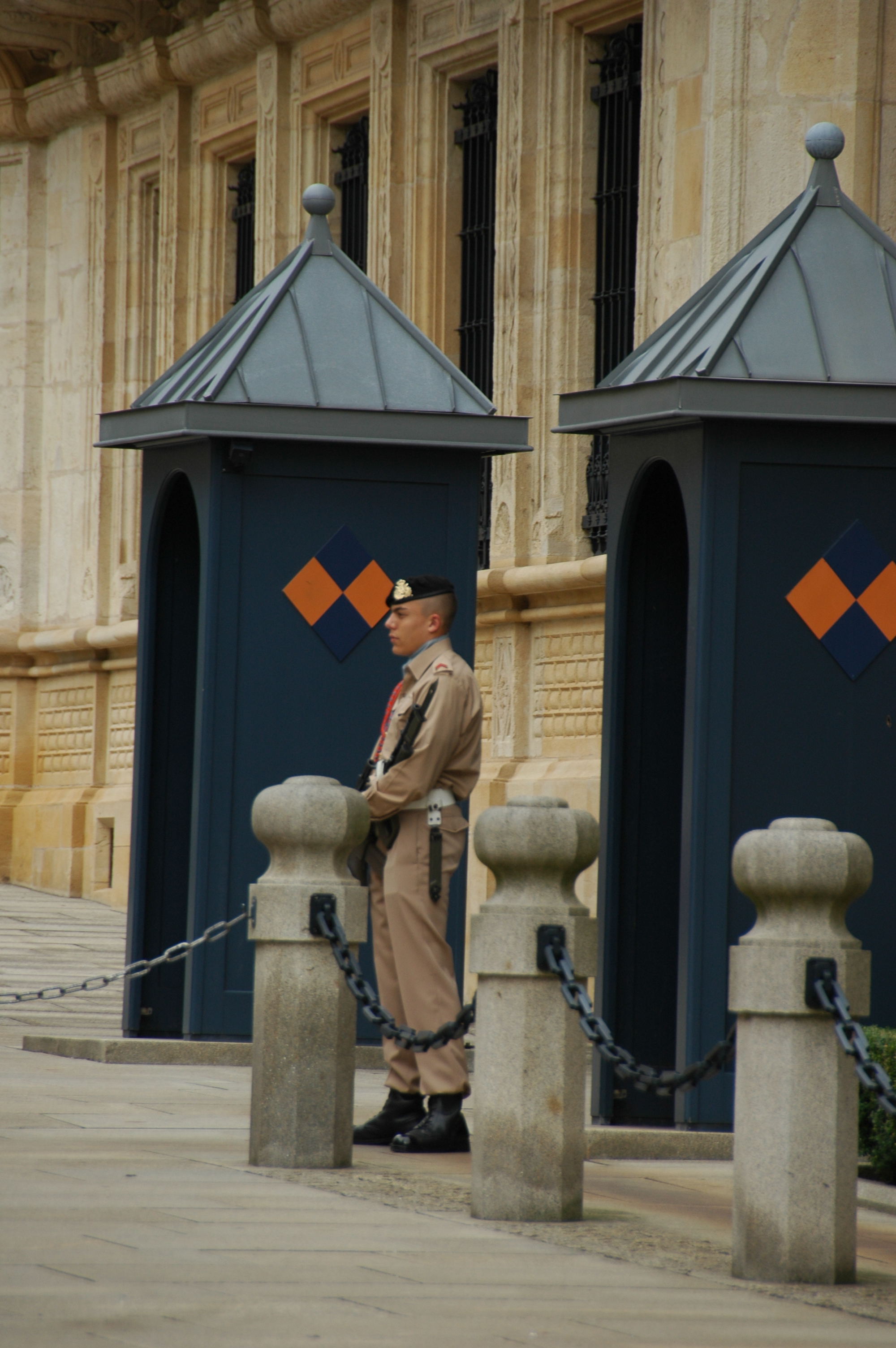
Guaritas modernas, Palácio do Grão-Duque, Luxemburgo.